# Platygaster signata
Platygaster signata är en stekelart som först beskrevs av Förster 1861.  Platygaster signata ingår i släktet Platygaster och familjen gallmyggesteklar. Inga underarter finns listade i Catalogue of Life.